# Gödöllő
Gödöllő er en by i det centrale Ungarn med 32.524(2024) indbyggere. Byen ligger i provinsen Pest, cirka 30 km nordøst for hovedstaden Budapest.
I tiden under det østrig-ungarske kejserdømme var Gödöllő sommerresidens for kejseren, og paladset kan stadig ses i byen. Det blev blandt andet brugt af Kejser Franz Joseph 1.